# Camelon
Camelon est un village situé dans le Falkirk, en Écosse.